# Суперкубок Боснії і Герцеговини з футболу 1997
Суперкубок Боснії і Герцеговини з футболу 1997 — 1-й розіграш турніру. Матчі відбулись між чемпіоном Боснії і Герцеговини клубом Челік та володарем кубка Боснії і Герцеговини клубом Сараєво.
| Володар Суперкубка Боснії і Герцеговини 1997 |
| -------------------------------------------- |
|                                              |
| Сараєво Перший титул                         |

## Матчі

### Перший матч
|  |

| Челік | 3:1      | Сараєво |
| ----- | -------- | ------- |
|       | Протокол |         |

| Біліно Поле, Зениця |

### Повторний матч
|  |

| Сараєво | 2:0      | Челік |
| ------- | -------- | ----- |
|         | Протокол |       |

| Олімпійський стадіон, Сараєво |